# Civita d'Antino
Civita d'Antino  är en kommun i provinsen L'Aquila, i regionen Abruzzo i Italien. Kommunen hade 1 024 invånare (2018) och gränsar till kommunerna Civitella Roveto, Collelongo, Luco dei Marsi, Morino, San Vincenzo Valle Roveto, samt Trasacco.
Staden hette under antiken Antinum och var en av marsernas städer som nämns av Plinius den äldre.